# Rabenkopf (Ötztaler Alpen)
Der Rabenkopf (italienisch Cima dei Corvi)  ist ein 3393 m s.l.m. hoher Berg in den östlichen Planeiler Bergen, dem südwestlichen Teil der Ötztaler Alpen. Administrativ befindet sich der Rabenkopf auf dem Gemeindegebiet von Mals in Südtirol.
Der Rabenkopf ist nach dem Äußeren Bärenbartkogel der zweithöchste Berg der Planeiler Berge und ein hervorragender Aussichtsberg. Die Aussicht reicht im Norden über den Alpenhauptkamm hinweg bis zu den Bayerischen Alpen, im Osten dominiert die nahegelegene Weißkugel. Obwohl der Anstieg vom Matscher Tal bei guten Verhältnissen keine technischen Schwierigkeiten aufweist, wird der Berg vergleichsweise selten besucht. Auch im Rahmen einer Skitour ist eine Besteigung möglich.

## Lage und Umgebung
Der Rabenkopf befindet sich im Kamm, der vom Bärenbartjoch (3295 m), etwas mehr als einen Kilometer westlich der Weißkugel, in südwestlicher Richtung zieht. Dabei trennt der Kamm das Planeiltal im Westen vom Matscher Tal im Osten. Während der Berg vom Matscher Tal kaum zu sehen ist, fällt er nach Westen, ins Planeiltal, mit steilen Felsflanken ab.
Ein etwa 500 Meter langer Grat verbindet den Hauptgipfel mit dem nur wenig niedrigeren Ostgipfel (3384 m). Etwas mehr als 500 Meter südlich des Hauptgipfels befindet sich die Schnalser Scharte (3127 m), etwa 600 Meter nordöstlich des Ostgipfels liegt das Matscher Joch (3191 m), beides Übergänge vom Matscher Tal ins Planeiltal. Nördlich des Kamms zwischen Haupt- und Ostgipfel befindest sich der Planeilferner, ein kleinerer Gletscher mit einer Fläche von ungefähr 1,1 km², der in den Punibach entwässert.

## Alpinismus
Die erste bekannte Besteigung erfolgte durch Dr. C. Vogt aus Schirmeck und  Dr. Souchon aus Berlin mit dem Bergführer Alois Tschiderer aus Pettneu. Sie starteten am Glieshof im Matscher Tal und ihrer Route entsprach weitgehend dem heute üblichen Normalweg über die Schnalser Scharte, allerdings gingen sie im Anstieg nicht über die Scharte, sondern erreichten etwas weiter nördlich direkt den Südostrücken des Gipfels. Der Abstieg erfolgte zur Schnalser Scharte und dort trennten sie sich, Souchon stieg ins Matscher Tal ab, während Vogt und Tschiderer noch die Nördliche Valvelspitze (3329 m) erstbestiegen. Noch im selben Jahr erreichte am 24. August Alexander Burckhardt aus Erfurt vom Matscher Joch aus den Gipfel. Er stieg über die Route der Erstbesteiger ab und führte somit die erste bekannte Überschreitung des Gipfels durch. Er hatte am Gipfel eine Notiz der Erstbesteiger gefunden und wies in seiner eigenen Publikation darauf hin, nicht Erstbesteiger des Gipfels gewesen zu sein.
Der heute übliche Normalweg verläuft wie der Weg der Erstbesteiger vom Glieshof zunächst talein entlang des Saldurbachs. Auch an der Brücke oberhalb der Klamm folgt man noch etwas mehr als einen halben Kilometer dem Bach, bevor man über den nach links abzweigenden Steig steil nahe einem Wasserfall das zur Schnalser Scharte ziehende Hochtal erreicht. Zunächst weiterhin auf gutem Steig, später über Blöcke und zuletzt über steilen Schutt erreicht man das Matscher Joch. Bis hierhin ist die Route markiert. Von hier erreicht man über Blockwerk und Geröll, den Wegspuren und Steinmännchen folgend, den Südostrücken des Berges und über diesen den Gipfel mit Kreuz. Vom Glieshof benötigt man ungefähr fünf Stunden.
Auch über die nordöstlich des Gipfels befindliche Matscher Joch kann man den Gipfel erreichen. Vom Joch steigt man über dem Grat, stellenweise über  die teils vergletscherte Nordwestflanke ausweichend, zunächst den Ostgipfel und über den Verbindungsgrat den Hauptgipfel. Das Matscher Joch erreicht man am einfachsten ebenfalls vom Glieshof im Matscher Tal.
Die Besteigung des Rabenkopfs ist auch im Rahmen einer Skitour möglich. Die Route entspricht weitgehend der im Sommer, wobei man wie die Erstbesteiger meist nicht über die Schnalser Scharte geht, sondern weiter nördlich zum Südostrücken ansteigt.

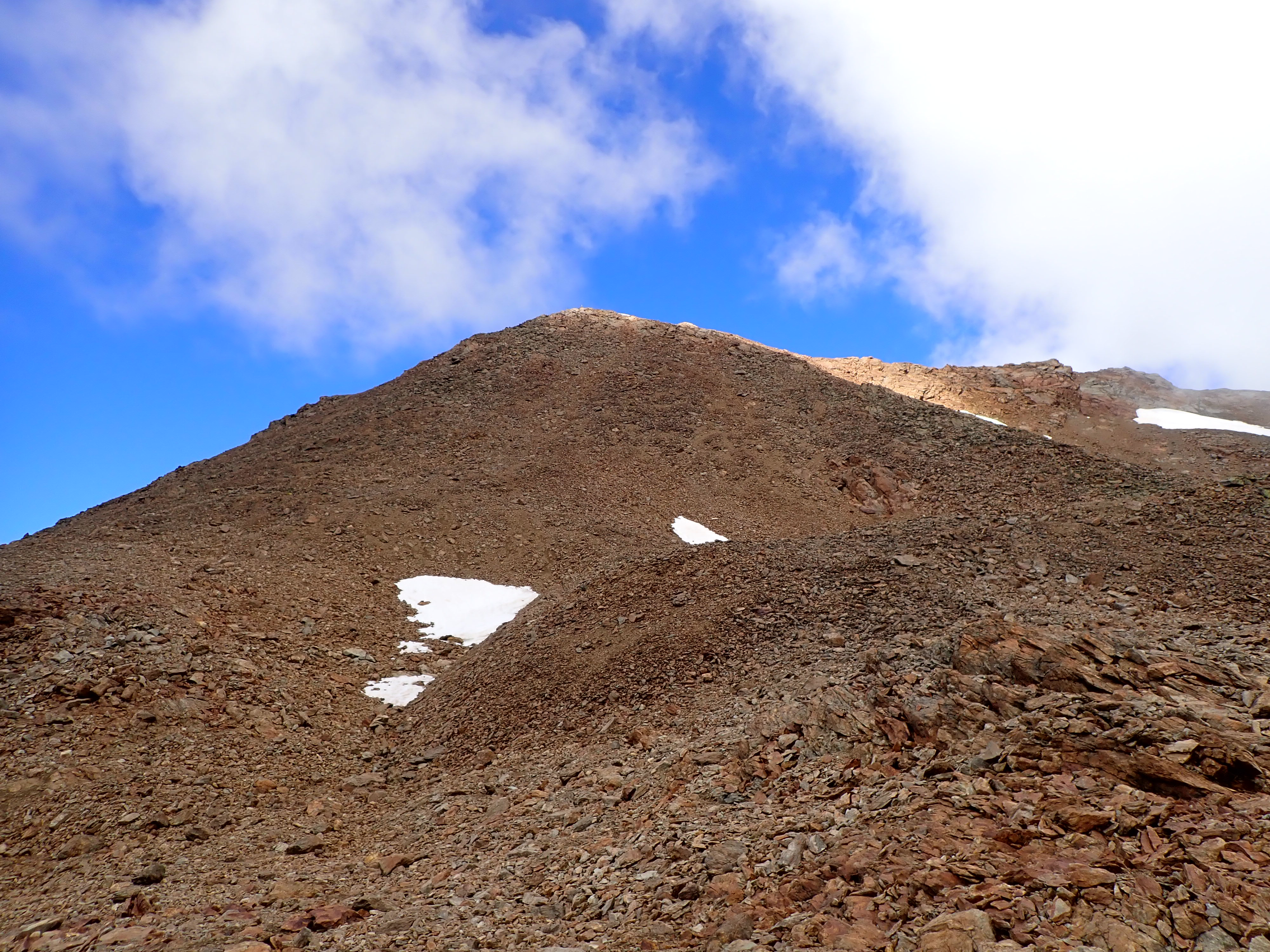
Gipfelaufbau des Rabenkopf von Süden, rechts der Rücken, über den der Normalweg führt
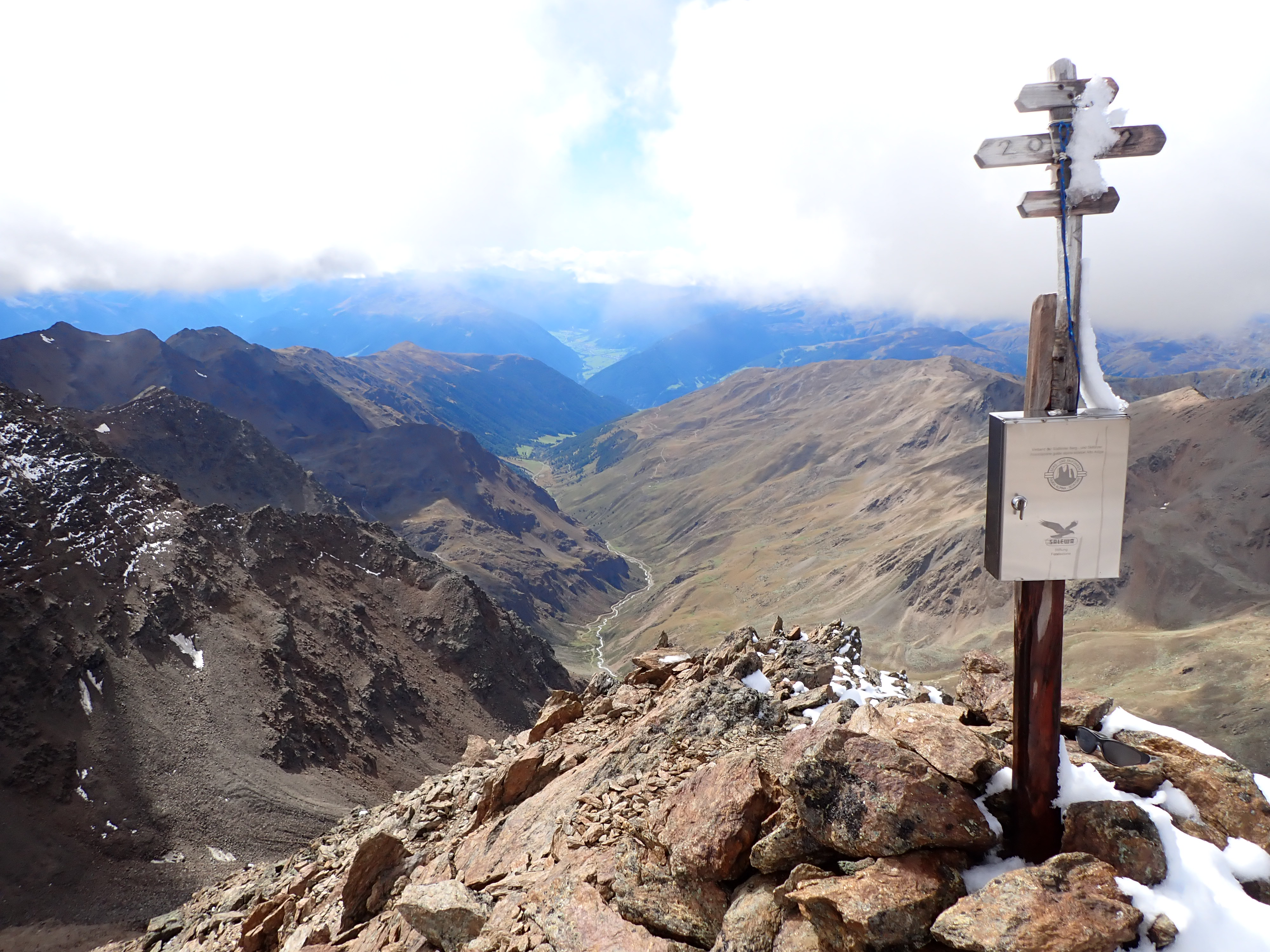
Gipfelkreuz des Rabenkopfs mit Planeiltal, hinten das Münstertal